# 2,7-芘二甲酸
2,7-芘二甲酸是一种有机化合物，化学式为C18H10O4。它可由芘和双频哪醇二硼在铱配合物催化下反应，再经溴化、锂化，和二氧化碳反应制得。它可以用于合成金属有机框架材料。